# Lippetal
Lippetal là một đô thị ở huyện Soest, trong Nordrhein-Westfalen, Đức. 
Các khu dân cư:
| - Brockhausen - Heintrop-Büninghausen - Herzfeld - Hultrop - Hovestadt - Krewinkel-Wiltrop | - Lippborg - Niederbauer - Nordwald - Oestinghausen - Schoneberg |

## Các địa phương giáp ranh
- Ahlen
- Bad Sassendorf
- Beckum
- Hamm
- Lippstadt
- Soest
- Wadersloh